# 长齿对囊蕨
长齿对囊蕨（学名：Deparia pycnosora var. longidens）也称长齿蛾眉蕨，为蹄盖蕨科对囊蕨属下的一个变种。